# Operación Mount Hope III

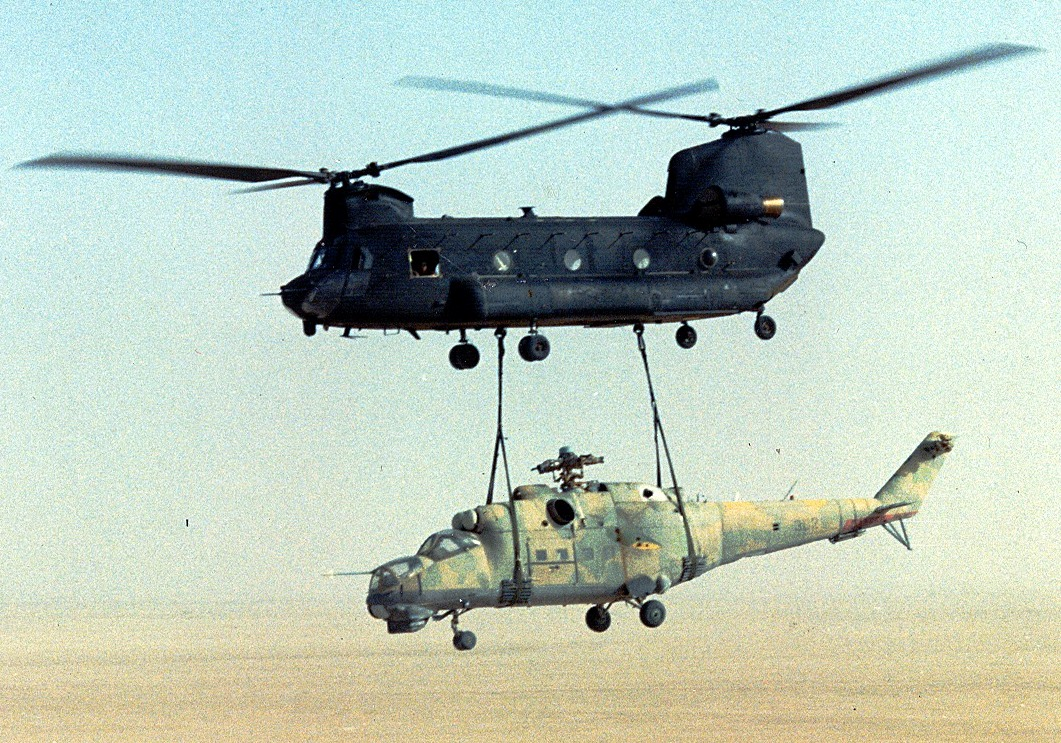
foto de la operación 11 de junio de 1988

La Operación Mount Hope III fue una misión secreta estadounidense que tenía como objetivo capturar un helicóptero de ataque Mi-24 de fabricación soviética. La aeronave se estrelló y fue abandonada durante el conflicto entre Libia y Chad por la franja de Aouzou. En 1988 dos CH-47 Chinook del 160.º Regimiento de Aviación de Operaciones Especiales de los EE. UU. volaron 800 km durante la noche hasta llegar al lugar del accidente y levantaron el helicóptero sin ser detectados. La misión se llevó a cabo íntegramente en Chad, con la aprobación de su gobierno.